# 戸来岳
戸来岳（へらいだけ）は、青森県新郷村と十和田市の境にある山である。最高峰の三ツ岳（みつだけ 1,159m）と大駒ヶ岳（おおこまがたけ 1,144m)を総称して戸来岳と言う。
一部のガイドブックはこれに大文字山（だいもんじやま 1,014m）を加えている。三ツ岳は、十和田湖方面から見ると、正三角形のように見えるが、十和田市方面から見ると、ピークが三つ（三ツ岳、大駒ヶ岳、大文字山）に見える。これが三ツ岳の山名の由来とみられる。
地元住民からは、親しみを込めて単に「ダケ」と呼ばれる。

## 概要
右の写真では左の三角形の山が三ツ岳で、右の山頂が平たい山が大駒ヶ岳である。両山の鞍部手前に見える山が大文字山である。戸来岳は東北百名山に選ばれている。三ツ岳山頂には、一等三角点がある。
山麓よりブナ林、ダケカンバ林、ササ自然草原に移行し、山頂付近はイチイやミネアザミ群落等で構成される亜高山帯の植生が分布している。
特に、山頂付近のイチイやコメツツジ群落は規模において青森県では稀少で、特に自生する矮生イチイ林は重要視されている。そのため山頂付近は青森県自然環境保護条約により保護されている。
また、大駒ヶ岳登山道の途中の標高1060mにあるダケカンバは、森林限界付近に生え、積雪と雪崩、強い風に耐えて成長した姿は独特の物がある。樹齢は300年程度と推定されており、全国巨樹・巨木林の会の調査により「日本一のダケカンバ」（2009年9月27日）と言われている。
登山には、主に兎平駐車場からと、平子沢登山口から登ることができる。大駒ヶ岳を通って、三ツ岳に至るコースと、アクリ峠や大文字山を通って三ツ岳に至るコースがある。アクリ峠から十和利山に縦走するコースもあるが、ササ藪が深いため注意が必要である。（2011年の夏に藪の刈り払いが実施された）

## 信仰
昔、八戸の船6隻が漁に出たとき突然、三ツ岳に黒雲がかかった。4隻は“きまり”どおり港に引き返したが、大漁を狙い“きまり”を守らず漁を続けた残りの2隻は遭難した。危うく命拾いした4隻の船の漁師たちは、三ツ岳の山の神様に守られたおかげと感謝し、ご神塔を三ツ岳に向けて建てた。
十和田市大平頭（十和田市大平牧野と十和田湖町惣辺牧野の境付近）に、このご神塔は現存している。ご神塔には、1803年5月15日と刻まれている。5月15日は十和田神社の例大祭の日である。

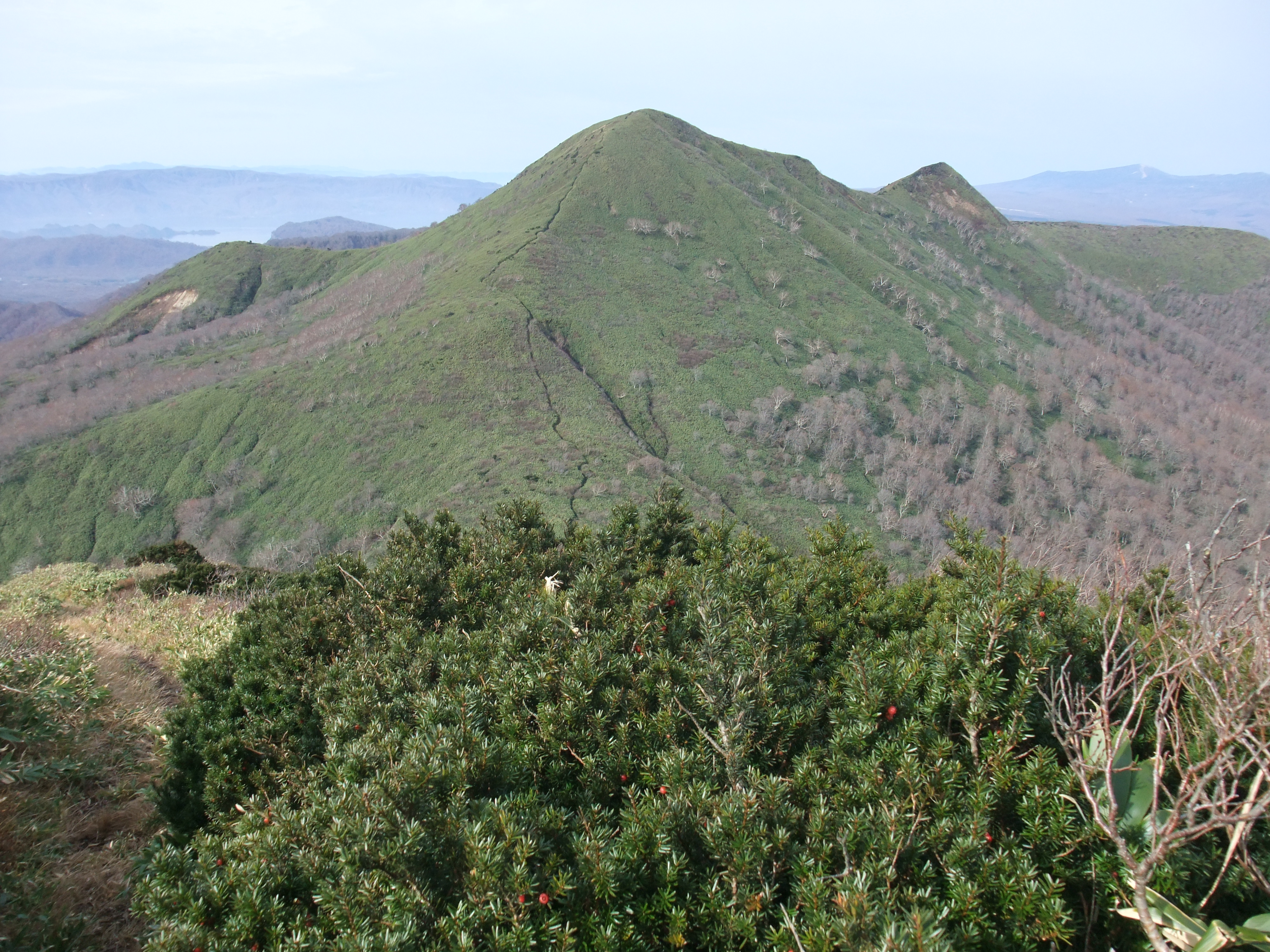
大駒ヶ岳山頂付近から見た三ツ岳
手前に大駒ヶ岳特有の矮生イチイがある
奥に十和田湖が見える(2011年11月)